# شهرستان نیکولا کوزلفو
شهرستان نیکولا کوزلفو (به بلغاری: Nikola Kozlevo Municipality) یک شهرستان در بلغارستان است که در استان شومن واقع شده‌است. شهرستان نیکولا کوزلفو ۲۶۵ کیلومتر مربع مساحت و ۶٬۳۸۱ نفر جمعیت دارد.